# Mabiná
Mabiná (Luanda, Angola, 2 de agosto de 1987) es un exfutbolista de Angola que jugaba en las posiciones de lateral derecho, centrocampista y extremo.

## Carrera

### Club
Jugó toda su carrera con el Petro Atlético de 2006 a 2017, equipo con el que fue campeón nacional en dos ocasiones, ganó tres títulos de copa y uno de la supercopa.

### Selección nacional
Jugó para Angola en 24 ocasiones de 2007 a 2012 y anotó un gol el 19 de diciembre de 2012 en la victoria por 1-0 ante Camerún en un partido amistoso en Lubango. Participó en la Copa Africana de Naciones 2010 donde fue seleccionado en el equipo ideal del torneo.

## Logros

### Club
- Girabola (2): 2008, 2009
- Copa de Angola (3): 2012, 2013, 2017
- Supercopa de Angola (1): 2013

### Individual
- Equipo Ideal de la Copa Africana de Naciones 2010.